# 松井祐香里
松井 祐香里（まつい ゆかり、1996年〈平成8年〉6月13日 - ）は、日本の女性アイドル、モデル、タレント。ローカルアイドルグループ・ほくりくアイドル部のキャプテン。部員ナンバー4番　選抜ユニットかがやきのメンバーで、メンバーカラーは赤　アンサーエンターテイメント所属。石川県出身　

## 略歴
ほくりくアイドル部全体の経歴はこちら
大学の先輩の勧めによりほくりくアイドル部のオーディションに応募し、1期生として活動を開始。活動開始半年後にプロデューサーの 中新賢人からキャプテンを引き受け、現在はチームのキャプテンとしてほくりくアイドル部を引っ張る不動の存在になっている。
2017年、2018年の金沢マラソン、2022年の富山マラソン、2024年のふくい桜マラソンと、北陸3県のフルマラソンを完走するマラソン女子　
北陸3県（福井県・石川県・富山県）の各TV局・ラジオ局にレギュラー番組を持つローカルタレントとしての顔を持ち、北陸放送のローカルバラエティ番組絶好調Wに2022年4月からレギュラーで出演し、2024年10月からはMROラジオにて松井祐香里のトップを狙え!　という冠番組を持つなど、様々なメディア・イベントに多数の出演をしている。
2020年にミスワールドジャパンにポニーテールの美脚姫として出場し、その縁で石川県からいしかわ観光特使を委嘱される。
2021年11月に防災士の資格を取得し防災士アイドルとしても活動中であり、能登半島地震・豪雨ボランティアへ参加をした経験を持つ。
最近はZ世代として若手社員とのコミュニケーション術をテーマにしたビジネスマン向けの講師や、越前市や魚津市のドローンプログラムチャレンジのアンバサダー兼MCを務めるなど、アイドルという枠を超えて幅広い活動を行っている。

## 人物
愛称は、ゆかり姫　または　姫
- 夢は紅白歌合戦出場

- ほくりくアイドル部のキャプテンとして現在チームを引っ張っているが、責任感がついてきたのは2017年金沢マラソンを完走したころから
- ライブではMCと煽りを担当することが多い
- フルマラソンを5回完走し（金沢マラソン2回、富山マラソン、大阪マラソン、ふくい桜マラソン各1回）金沢マラソンでは応援レポーターとしてイベントを盛り上げている
- 特技は変顔

## レギュラー番組
松井 祐香里個人がメインの出演番組のみ記載　ほくりくアイドル部全体としての出演はこちら

### テレビ
- 絶好調W（MROテレビ、2022年4月6日 - ）  レギュラーとして出演
- ほくりくアイドル部 松井祐香里の「現場からおとどけします！」（富山テレビ、2023年10月5日 - ） 初の冠番組
- KICKOFF! FUKUI（FBC福井放送　おじゃまっテレ ワイド&ニュース内　2022年6月-）前身のLove Unitedから福井ユナイテッドFCを応援するレポーターとして出演

### ラジオ
- 松井祐香里のトップを狙え!　（MROラジオ、2024年10月-) 初のラジオ冠番組　北陸のトップランナーを呼んでインタビューする15分間のトーク番組